# Honest Balanche
Honest Sylvain Balanche, né le 19 novembre 1853 aux Combes dans le Doubs et décédé à l'âge de 28 ans le 23 février 1882 à Tokyo, est un missionnaire français des missions étrangères de Paris.

## Biographie
Après avoir étudié la philosophie à Vesoul, Balanche entre laïc au séminaire des Missions étrangères le 23 septembre 1873 et est ordonné prêtre le 23 septembre 1876.
Il part pour le Japon le 3 mai 1877 où il étudie le japonais à Tokyo avant d'être envoyé en poste sur l'île de Sado. Il souffre cependant rapidement de douleurs à la poitrine et doit être rapatrié à Tokyo. C'est l'époque de l'épiscopat de Mgr Osouf. Honest Balanche s'y occupe d'un orphelinat pour garçons avant d'y mourir le 23 février 1882.
Il est enterré au cimetière d'Aoyama.